# Nippon Budokan

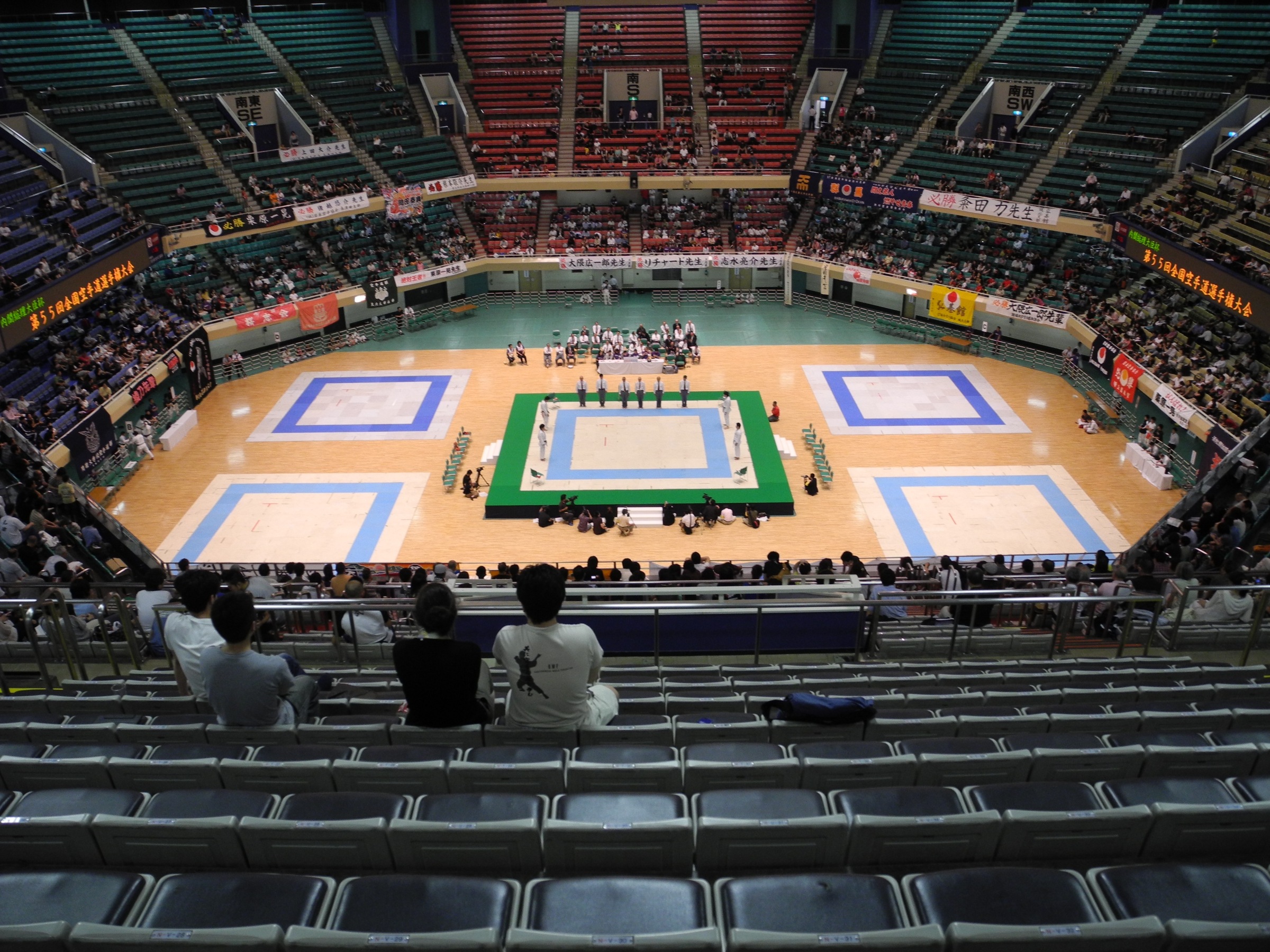
Karate

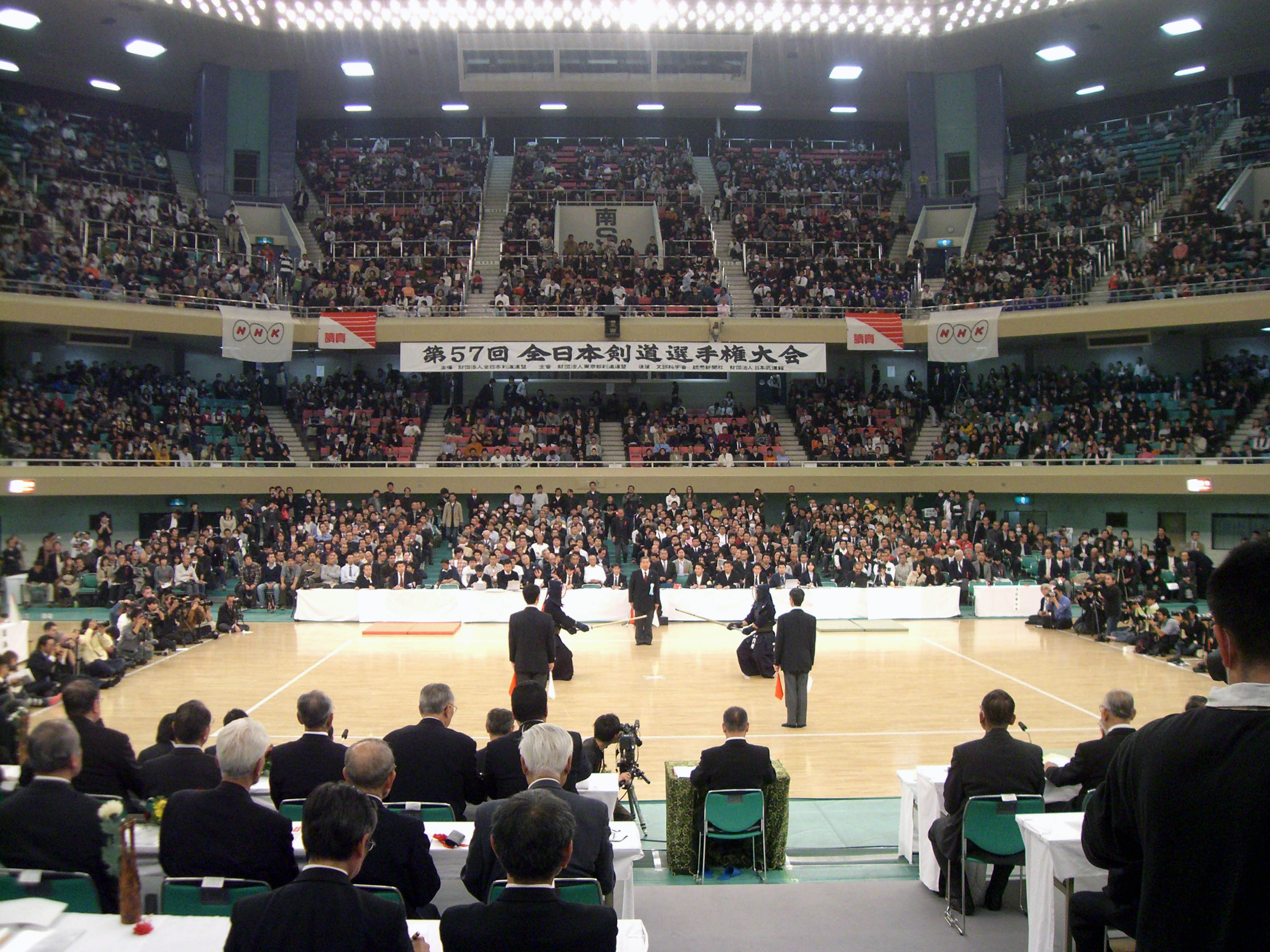
Kendō

Nippon Budokan (日本武道館), geralmente referenciado apenas como Budokan, é uma arena no centro de Tóquio, Japão. Foi construído originalmente para a competição de judô dos Jogos Olímpicos de Verão de 1964, daí o seu nome, que pode ser traduzido como "Salão de Artes Marciais". A capacidade da arena é de 14.201 pessoas.
Para muitos ocidentais, o Budokan é sinônimo de grandes concertos de rock. Foi lá que os Beatles fizeram sua estréia no Japão e onde muitos Live at Budokan foram gravados. Outras bandas de renome mundial tocaram lá, como Red Hot Chili Peppers, 
Queen, Kiss, Deep Purple, Cheap Trick, Bob Dylan, Iron Maiden, Dream Theater, Ozzy Osbourne, Mr. Big e Oasis. 
Os Carpenters fizeram seu "Live At The Budokan" em 1974, apresentando seus maiores sucessos em um show lotado de fãs, sendo essa apresentação uma das mais conhecidas entre os fãs da banda. Eles já se apresentaram lá também outras vezes, uma delas também gravada em video foi em 1972!
O Queen tocou no Budokan várias vezes, duas em 1975, três em 1976, cinco em 1979 e 1981 e duas em 1985.
O Oasis fez três grande apresentações em 18,19 e 20 de fevereiro de 1998, sempre com grande aceitação, levando os fãs japoneses ao delírio, com a turnê Be Here Now.  
O KISS se presentou nesta arena em 1977, com quatro shows em três dias. Devido ao sucesso, tiveram de voltar em 1978 para outros cinco shows em seis dias.
Avril Lavigne também já marcou presença na arena. A primeira vez foi em 2005, quando estava na turnê The Bonez Tour, para divulgar seu segundo albúm de estúdio, Under My Skin. A segunda vez foi em Fevereiro de 2014, durante a turnê The Avril Lavigne Tour. Todos os dois shows tiveram ingressos esgotados.
Mais uma vez o Nippon Budokan será utilizado para os Jogos Olímpicos de verão em 2020. Dessa vez, além do judô, a arena também será palco da modalidade olímpica karate.
O artista Eikichi Yazawa conquistou o recorde de mais shows no Budokan, com 142 apresentações até 7 de julho de 2017.